# BMW G30
BMW G30 — седьмое поколение легковых автомобилей немецкой марки BMW 5 серии в кузове G30. Представлено публике в октябре 2016 года и является преемником поколения F10. Автомобиль построен на одной платформе с BMW 7 серии поколения G11, поэтому новая модель прибавила в габаритах. Также она похожа внешне на флагман компании BMW. В феврале 2017 года была представлена версия в кузове универсал (внутренний индекс G31). Существует также версия с удлинённой колёсной базой специально для китайского рынка под индексом G38. В 2020 году произошёл рестайлинг модели.
Продажи BMW G30 начались в феврале 2017 года. В 2023 году выпуск G30 5 серии был прекращен в пользу G60 5 серии. В 2024 году выпуск G31 также был прекращен в пользу новой модели Touring под названием G61.

### Технические характеристики
| Модель                             | Дата выхода         | Двигатель                                                         | Маркировка двигателя             | Рабочий объем | КПП                                                                                        | Мощность                                 | Макс. суммарный крутящий момент | Время разгона (0-100 км/ч) | Максимальная скорость | Средний расход топлива                   | Средний выброс CO            |
| BMW 530i / BMW 530i xDrive         | С февраля 2017 года | R4, бензиновый                                                    | B48                              | 1998 см3      | Steptronic, 8 ступ.                                                                        | 185 кВт/252 л.с. при 5200 – 6500 об/мин. | 350 Нм при 1450 – 4800 об/мин.  | 6,2 с (6,0 с)              | 250 км/ч              | 5,4 л/100 км (5,7 л/100 км)              | 126 г/км (133 г/км)          |
| BMW 540i / BMW 540i xDrive         | С февраля 2017 года | R6, бензиновый                                                    | B58                              | 2998 см3      | Steptronic, 8 ступ.                                                                        | 250 кВт/340 л.с. при 5500 – 6500 об/мин. | 450 Нм при 1380 – 5200 об/мин.  | 5,1 с (4,8 с)              | 240 км/ч              | 6,5 л/100 км (6,7 л/100 км)              | 150 г/км (156 г/км)          |
| BMW 520d / BMW 520d xDrive         | С февраля 2017 года | R4, дизельный                                                     | B47                              | 1995 см3      | 6-ступенчатая МКПП / 8-ступенчатая АКПП Steptronic (xDrive: 8-ступенчатая АКПП Steptronic) | 140 кВт/190 л.с. при 4000 об/мин.        | 400 Нм при 1750 – 2500 об/мин.  | 7,7 с/7,6 с (7,6 с)        | 215 км/ч              | 4,1 л/100 км/4,0 л/100 км (4,2 л/100 км) | 108 г/км/107 г/км (112 г/км) |
| BMW 525d                           | C марта 2017 года   | R4, дизельный                                                     | В47Т                             | 1995 см3      | 8-ступенчатая АКПП Steptronic / 8-ступенчатая спортивная АКПП Steptronic                   | 170 кВт/231 л. с. при 4400 об/мин.       | 450 Нм при 1500 об/мин.         | 6,8 с                      | 215 км/ч              | 5,2-5,1 л/100 км                         | 138-134 г/км                 |
| BMW 530d / BMW 530d xDrive         | С февраля 2017 года | R6, дизельный                                                     | B57                              | 2993 см3      | Steptronic, 8 ступ.                                                                        | 195 кВт/265 л.с. при 4000 об/мин.        | 620 Нм при 2000 – 2500 об/мин.  | 5,7 с (5,4 с)              | 215 км/ч              | 4,5 л/100 км (4,7 л/100 км)              | 118 г/км (125 г/км)          |
| BMW 530e iPerformance              | С марта 2017 года   | R4, бензиновый с электроприводом BMW eDrive (подключаемый гибрид) | B48 с электроприводом BMW eDrive | 1998 см3      | Steptronic, 8 ступ.                                                                        | 185 кВт/252 л.с. при 4460 – 6500 об/мин. | 420 Нм при 1450 – 4000 об/мин.  | 6,2 с                      | 240 км/ч              | 2,0 л/100 км                             | 46 г/км                      |
| BMW 520d EfficientDynamics Edition | С марта 2017 года   | R4, дизельный                                                     | B47                              | 1995 см3      | Steptronic, 8 ступ.                                                                        | 140 кВт/190 л.с. при 4000 об/мин.        | 400 Нм начиная с 1750 об/мин.   | 7,5 с                      | 213 км/ч              | 3,9 л/100 км                             | 102 г/км                     |
| BMW M550i xDrive                   | С марта 2017 года   | V8, бензиновый                                                    | N63                              | 4395 см3      | Steptronic, 8 ступ.                                                                        | 340 кВт/462 л.с. при 5500 об/мин.        | 650 Нм начиная с 1800 об/мин.   | 4,0 с                      |                       | 8,9 л/100 км                             | 204 г/км                     |

* Спецификации относятся только к рынкам ACEA